# Lenka Kohoutová
Lenka Kohoutová (* 7. prosince 1967 Praha) je česká zdravotnice, charitativní pracovnice a politička ODS.
Založila Nadační fond pro podporu zaměstnávání osob se zdravotním postižením a zabývá se problematikou uplatnění zdravotně postižených osob ve společnosti. Poslankyní Poslanecké sněmovny Parlamentu České republiky byla zvolena z 29. místa kandidátky ODS ve volbách 2010 v Praze, když se díky preferenčním hlasům dostala na místo páté.
Ve volbách do Senátu PČR v roce 2014 kandidovala za ODS v obvodu č. 30 – Kladno. Se ziskem 7,79 % hlasů skončila na 5. místě a nepostoupila tak ani do kola druhého.
Ve sněmovních volbách v roce 2025 kandiduje z 10. místa kandidátní listiny koalice SPOLU v Praze.